# Paul Jeanneteau
Paul Jeanneteau, né le 14 octobre 1957 à Angers, est un homme politique français, membre des Républicains.

## Biographie
Pharmacien installé à Champigné en Maine-et-Loire, Paul Jeanneteau fait son entrée en politique en devenant maire de cette commune en 1995. Il est réélu pour un deuxième mandat en mars 2001. C'est aussi à cette date qu'il fait son entrée au conseil général de Maine-et-Loire en étant élu dans le canton de Châteauneuf-sur-Sarthe. Il en devient vice-président en 2004.
Pour les élections législatives de 2007, il est suppléant de Roselyne Bachelot, la députée réélue en 2002 dans la première circonscription de Maine-et-Loire ; René Bouin, son suppléant lors de la XIIe législature ne se représentant pas. Celle-ci est réélue le 17 juin 2007, en obtenant 54,67 % des voix au second tour. Elle est nommée dans le gouvernement François Fillon (2) le 19 juin. Paul Jeanneteau est ainsi devenu député le 20 juillet 2007 en remplacement. Il siège au sein du groupe UMP et est membre de la commission des affaires sociales.

## Mandats et fonctions
Député
- Du 20 juillet 2007 au 19 juin 2012 : député de la première circonscription de Maine-et-Loire, non réélu.

Conseiller général
- Du 22 mars 2001 au 1er avril 2015 : conseiller général de Maine-et-Loire, élu du canton de Châteauneuf-sur-Sarthe
- D'avril 2004 à avril 2008 : vice-président du conseil général de Maine-et-Loire chargé de l'aménagement du territoire, du développement économique et du tourisme.
- D'avril 2014 à mars 2015 : vice-président du conseil général de Maine-et-Loire, rapporteur général du budget.

Conseiller municipal / maire
- Du 18 juin 1995  à juin 2020: maire, puis maire délégué de Champigné

Mandats intercommunaux
- 1er janvier 1997 - mars 2008 : vice-président de la communauté de communes du Haut-Anjou

Conseiller régional
- 18 décembre 2015 - 1er juillet 2021 : vice-président du conseil régional des Pays de la Loire chargé du développement économique, de l’enseignement supérieur de la recherche et de l’innovation, du tourisme, de l’international, de l’économie sociale et solidaire, de la digitalisation de l’économie.

Autres fonctions
- De septembre 2004 à mai 2015: président du comité d'expansion économique de Maine-et-Loire
- 2009-2011 : président du Conseil national des économies régionales (CNER)